# Basilica maior
Basilica maior este titlul acordat celor mai importante patru biserici din Roma, aflate în comuniune cu restul basilicae minores din lume. Papa Benedict al XVI-lea a renunțat în anul 2017 la titlul de patriarh al Occidentului și a arondat cele patru lăcașuri după vechea rânduială, patriarhiilor din Roma (San Giovanni in Laterano), Constantinopol (San Pietro), Alexandria (San Paolo) și Antiohia (Santa Maria Maggiore).
- Bazilica Sfântul Ioan din Lateran, singura arhibazilică papală, catedrala Romei;
- Bazilica Sfântul Petru, aceasta este numită și Bazilica Vaticanului, cea mai mare biserică creștină din lume, loc de pelerinaj la mormântul Sfântului Petru;
- Bazilica Sfântul Paul din afara zidurilor, aceasta mai este numită Bazilica Ostia, pentru că este construită pe drumul către Ostia, și se află lângă zidurile cetății Romei, fiind loc de pelerinaj la mormântul Sfântului Pavel;
- Bazilica Santa Maria Maggiore, de asemenea se mai numește și Bazilica Liberia, deoarece a fost atribuită Papei Liberius, ea fiind cea mai mare biserică din Roma dedicată Fecioarei Maria.

Fiecare dintre aceste patru bazilici are câte o Ușă Sfântă, care este deschisă în mod solemn, la începutul fiecărui An Sfânt, apoi închisă și rezidită la sfârșitul acelui An Sfânt.

## Galerie

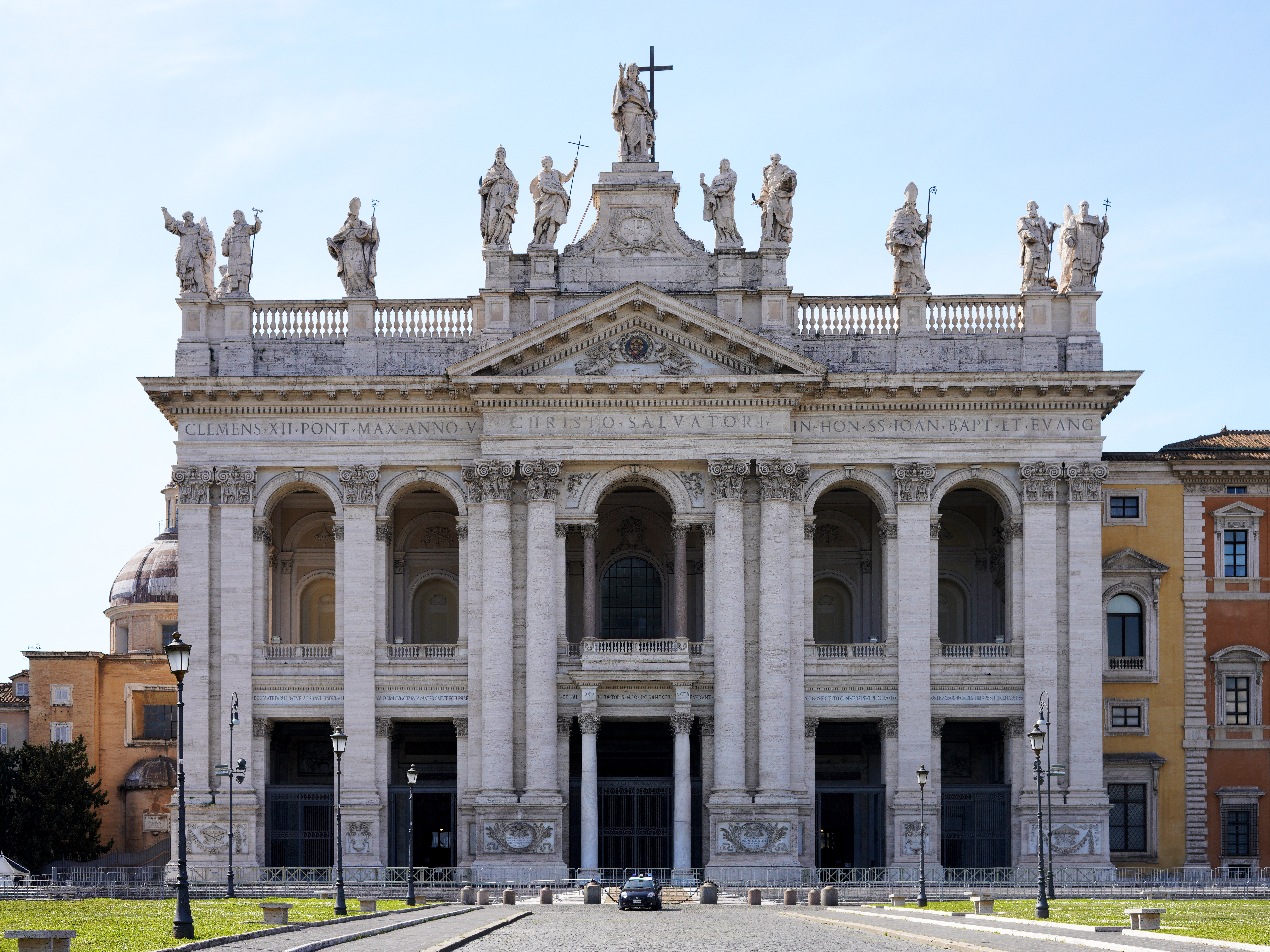
Bazilica Sfântul Ioan din Lateran
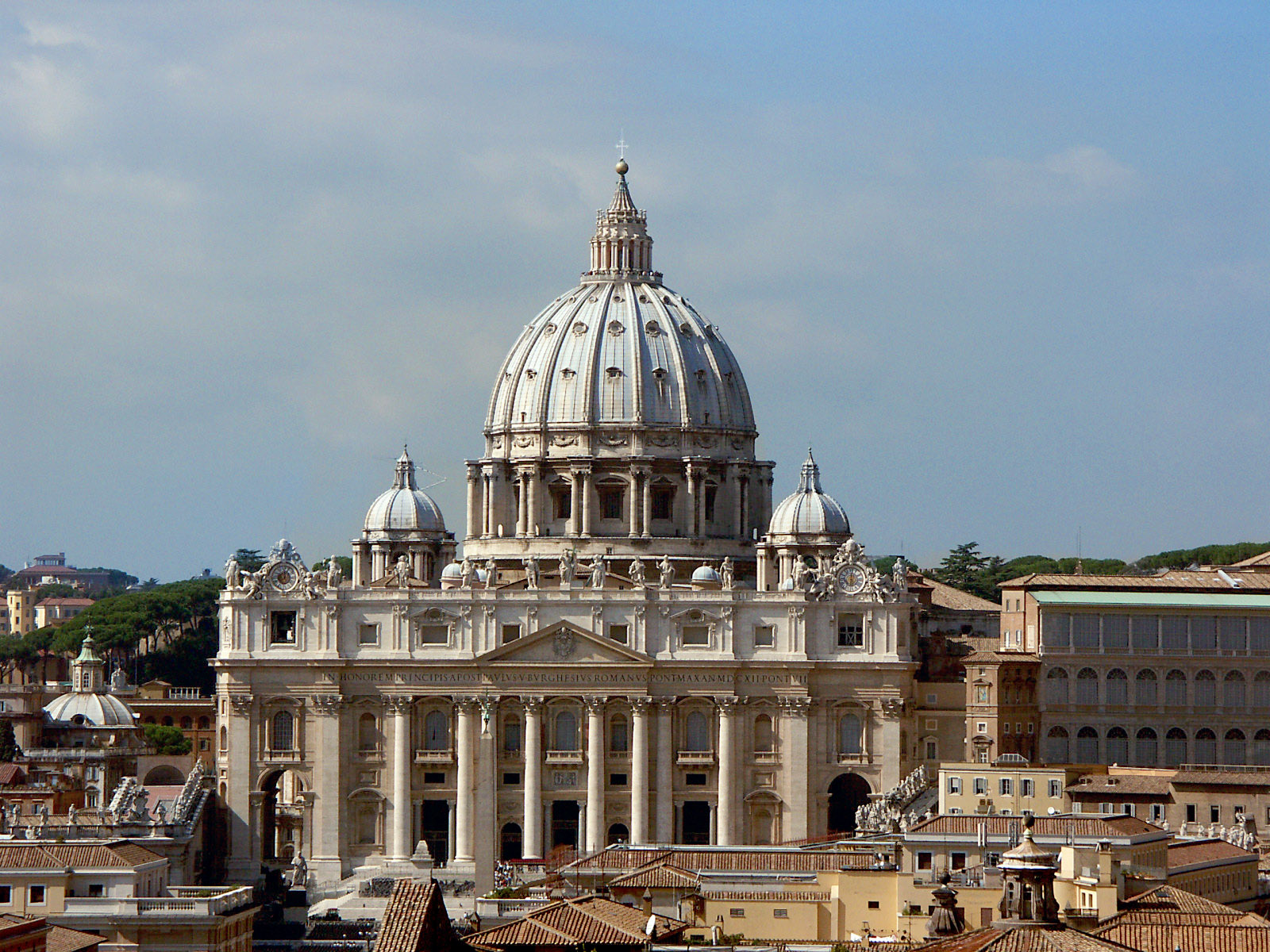
Bazilica Sfântul Petru din Vatican
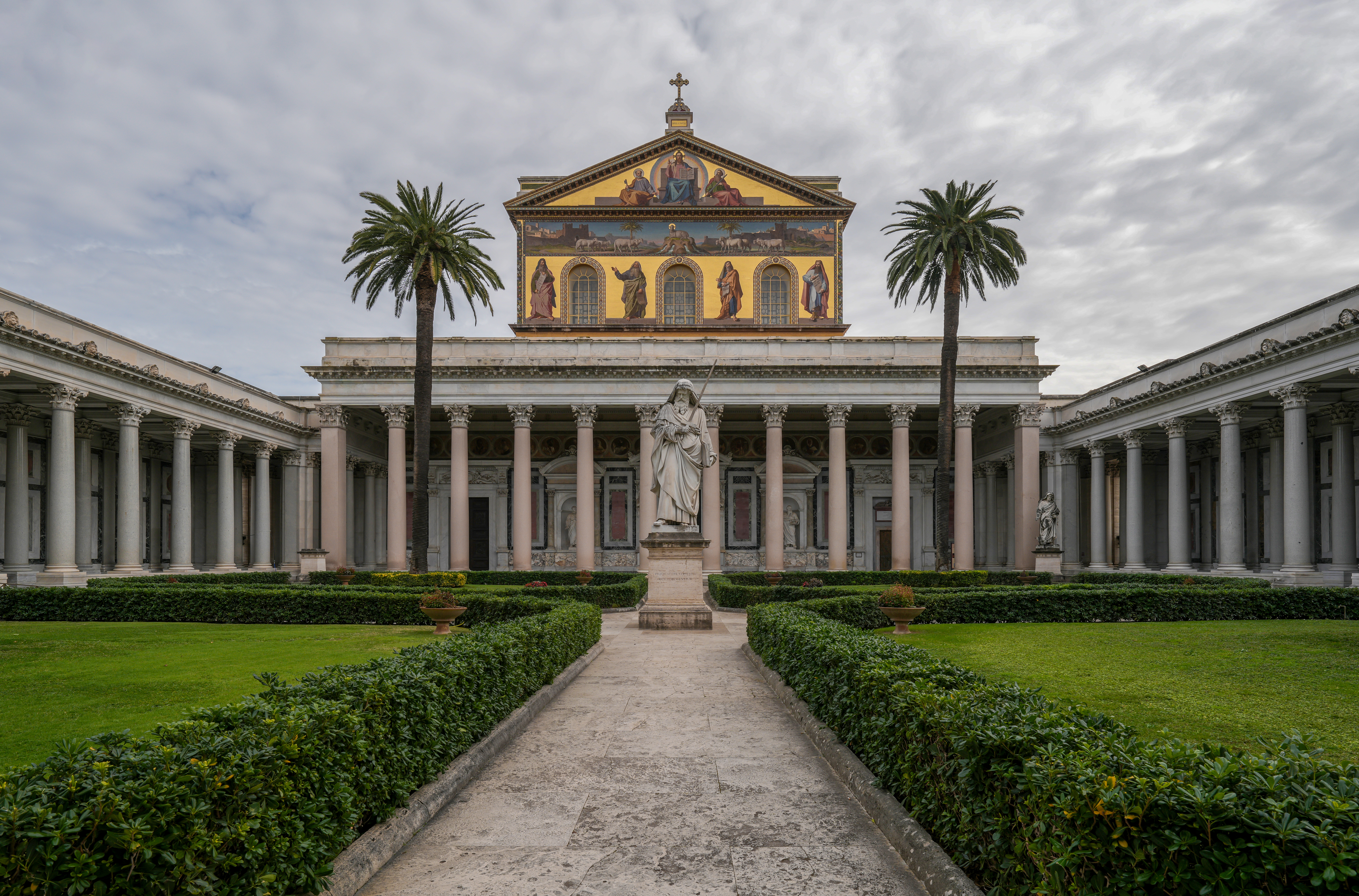
Bazilica Sfântul Paul din afara zidurilor
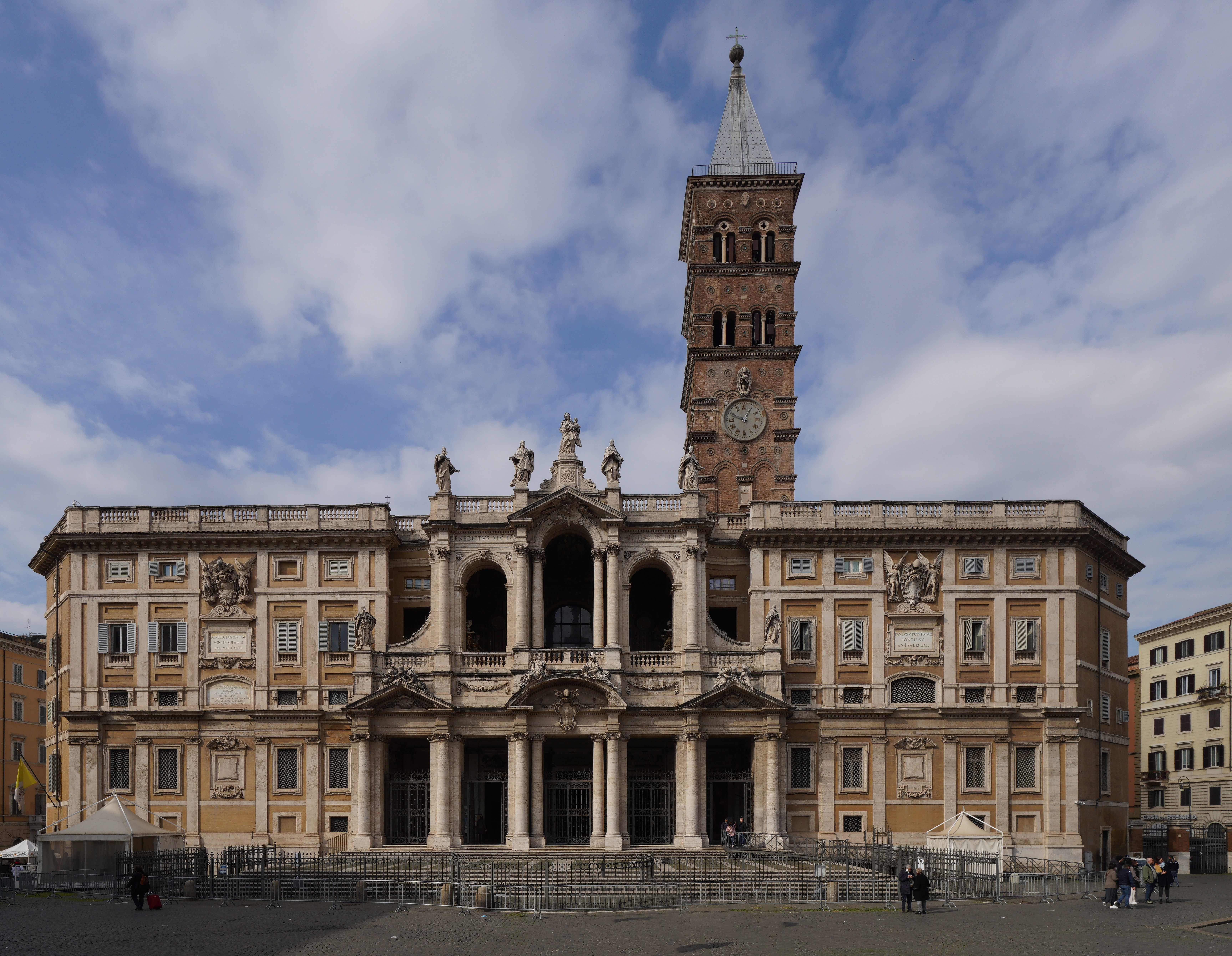
Bazilica Sfânta Maria Maggiore